# Excrementory Grindfuckers
Gli Excrementory Grindfuckers sono un gruppo grindcore demenziale tedesco originario di Hannover. Sono celebri soprattutto per le loro parodie di canzoni pop e rock, rivisitate in chiave grindcore.

## Storia
Gli Excrementory Grindfuckers vennero fondati nel 2001 da Rob e Him come progetto di registrazione. Nello stesso anno pubblicarono 30 canzoni sul loro sito internet disponibili per il download. Queste canzoni furono incluse nel loro primo album intitolato Guts, Gore & Grind. La loro miscela di famose melodie pop e rock con la durezza e la velocità del grindcore gli fecero guadagnare una certa notorietà nella scena del metal estremo. L'album contiene anche pezzi originali come ad esempio Picknick im Zenit metaphysischen Widerscheins der astralen Kuhglocke e Grind It Yourself.
Nel 2002 sotto il nome di Nebelmacht Rob e Him pubblicarono Seuchenfriede, una parodia della scena black metal tedesca.
Nel 2003 gli Excrementory Grindfuckers cominciarono ad esibirsi dal vivo, per tanto il gruppo, bisognoso di un batterista in carne ed ossa, ingaggiò Christus.
Nel 2004 il gruppo pubblicò Fertigmachen, Szeneputzen!, contenente 99 tracce in 73:59 minuti, che portò ulteriore fama al gruppo, permettendo loro di partire per il tour tedesco del gruppo Die Apokalyptischen Reiter. In quell'anno si unì al gruppo un secondo chitarrista, Henni. Tuttavia la sua permanenza durò solo un anno ed Henni venne sostituito da Rufus.
Nel marzo 2006 Him si prese una pausa dal gruppo. Nel frattempo la band arruolò al basso Pempas ed il chitarrista Rufus prese il posto di cantante e nel 2007 gli Excrementory Grindfuckers pubblicarono il terzo album dal titolo Bitte nicht vor den Gästen, anch'esso di 99 tracce e della durata di 79:59 minuti. In quest'album compaiono ben 10 cantanti ospiti.
Nel 2007 Him ritornò nel gruppo e sempre quell'anno la band ripubblicò Guts, Gore & Grind con l'aggiunta di alcune bonus track.
Nel 2010 il gruppo diede alle stampe il quarto full-length dal titolo Headliner der Herzen.
All'inizio del 2011 Rufus lasciò il gruppo per motivi personali ed al suo posto venne reclutato il cantante dei Jack Slater Horn.
Nonostante il gruppo sia indipendente da etichette discografiche, ha raggiunto una notevole popolarità e ha suonato a diversi festival metal quali il Wacken Open Air nel 2008 e nel 2011, il Summer Breeze Open Air nel 2006, 2009 e 2011 ed il Brutal Assault nel 2011.

## Membri

### Formazione attuale
- Him - voce, tastiera, tromba, flauto (2001-2006; 2007-presente)
- Rob - chitarra, voce (2001-presente)
- Christus - batteria (2003-presente)
- Mao - voce (2012-presente)
- ND - basso (2013-presente)

### Membri passati
- Henni - chitarra (2004-2005)
- Rufus - voce, chitarra (2005-2011)
- Horn - voce (2011-2012)
- Pempas - basso (2006-2013)

## Discografia
- Guts, Gore & Grind (2001)
- Fertigmachen, Szeneputzen! (2004)
- Bitte nicht vor den Gästen! (2007)
- Headliner der Herzen (2010)
- Aus Liebe Zum Geld - Ihre Schönsten Misserfolge (2012) (Compilation)
- Ohne Kostet Extra (2013)